# مزدوج (فلم)
مزدوج (بالإنجليزية: Dual) هو فيلم خيال علمي إثارة أمريكي من بطولة كارين جيلان وآرون بول. عرض الفيلم لأول مرة خلال مهرجان صاندانس السينمائي في 2022.